# Каза Верно (Верчели)
Каза Верно је насеље у Италији у округу Верчели, региону Пијемонт.
Према процени из 2011. у насељу је живело 4 становника. Насеље се налази на надморској висини од 1389 м.